# شچیبوژ
شچیبوژ (به لهستانی:  Ścibórz) یک روستا در لهستان است که در گمینا پاچکوو واقع شده‌است.